# Safia selene
Safia selene là một loài bướm đêm trong họ Noctuidae.